# Municipio de Santiago Tulantepec de Lugo Guerrero
El municipio de Santiago Tulantepec de Lugo Guerrero es uno de los ochenta y cuatro municipios que conforman el estado de Hidalgo en México. La cabecera municipal y localidad más poblada es Santiago Tulantepec.
El municipio se localiza al oriente del territorio hidalguense entre los paralelos  19°59′ y 20°5′ de latitud norte; los meridianos 98°20′ y 98°29′ de longitud oeste; con una altitud entre 2200 y 2700 m s. n. m. Este municipio cuenta con una superficie de 64.30 km², y representa el 0.31 % de la superficie del estado; dentro de la región geográfica denominada como Valle de Tulancingo y una pequeña sección a los llanos de Apan.
Colinda al norte con el municipio de Tulancingo de Bravo; al este con el municipio de Cuautepec de Hinojosa; al sur con los municipios de Cuautepec de Hinojosa y Singuilucan; al oeste con los municipios de Singuilucan y Tulancingo de Bravo.
Santiago Tulantepec de Lugo Guerrero se considera dentro de los municipios metropolitanos de la zona metropolitana de Tulancingo, integrada también por los municipios de Cuautepec de Hinojosa y Tulancingo de Bravo, siendo Tulancingo de Bravo el municipio central.

## Toponimia
El nombre «Santiago» hace referencia al santo patrono de la localidad: Santiago el Mayor, santo de la Iglesia católica. El nombre «Tulantepec» proviene del náhuatl Tollan ‘tule’ y tepec ‘lugar’, lo que significa: ‘Lugar de tules’. Y el nombre «Lugo Guerrero» rinde homenaje a José Lugo Guerrero (1897-1980), gobernador del estado del Hidalgo.

## Geografía

### Relieve e hidrográfica

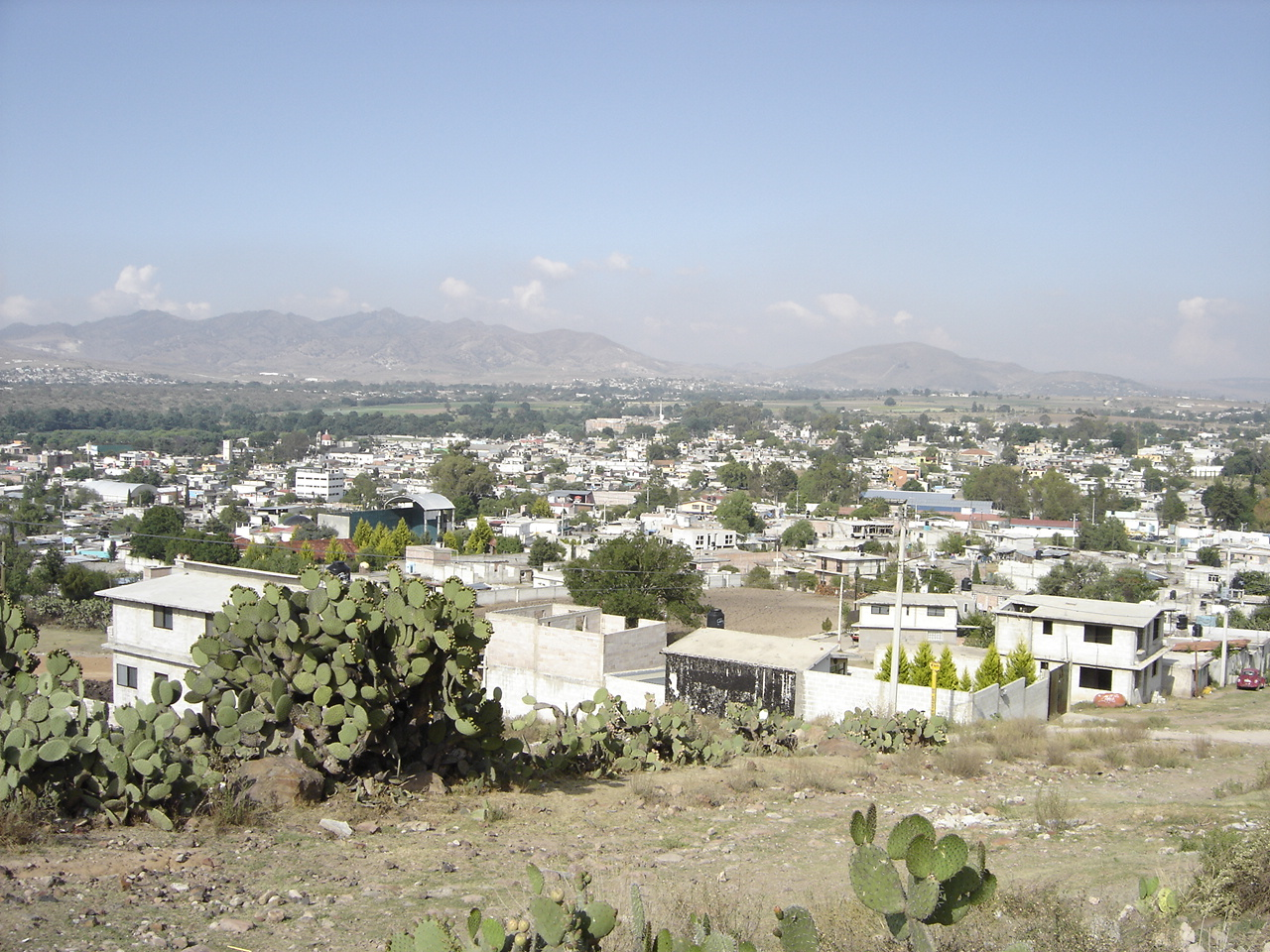
Panorámica del municipio.

En cuanto a fisiografía se encuentra dentro de las provincias del Eje Neovolcánico; dentro de la subprovincia Lagos y Volcanes de Anáhuac. Su territorio es lomerío (90.0 %) y valle (10.0 %). Sus principales elevaciones son: el cerro El Campanario, cuenta con una altura de 2500 m s. n. m.; y el cerro San José, el cual tiene una altitud de 2720 m s. n. m.
En cuanto a su geología corresponde al periodo neógeno (78.11%) y cuaternario (8.0%). Con rocas tipo ígnea extrusiva: basalto (58.11.0%), toba ácida (19.0%) y brecha volcánica básica(2.0%); suelo: aluvial (7.0%). En cuanto a luvisol (55.11%), umbrisol (11.0%), phaeozem (10.0%) y vertisol (10.0%).
En lo que respecta a la hidrología se encuentra posicionado en la región hidrológica del Pánuco; en las cuencas del río Moctezuma; dentro de las subcuenca del río Metztitlán. Las corrientes, manantiales y afluentes de agua que se encuentran dentro de este municipio, son el río San Lázaro; los manantiales: Los Cangrejos, La Zorrilla y Ventoquita.

### Clima
Semiseco templado (71.0%), templado subhúmedo con lluvias en verano, de humedad media (26.0%) y templado subhúmedo con lluvias en verano, más húmedo (3.0%). Registra una temperatura media anual de entre 15° y 10° centígrados y tiene una precipitación pluvial al año de 500 a 850 mm aproximadamente. EL periodo de lluvias se presenta entre los meses de mayo y septiembre.

### Ecología
La flora en el municipio se caracteriza por pino, oyamel, encino, cedro, ocote, además de otras variedades como el fresno. En las zonas áridas es común encontrar cierto tipo de cactáceas. La fauna está compuesta por conejo, ardilla, roedores, colibrí, gorrión, pájaro carpintero y especies de plumaje, víbora, lechuza, tejón, codorniz, palomas, tlacuache, zopilote, así como una gran variedad de insectos.

## Demografía

### Población
De acuerdo a los resultados que presentó el Censo Población y Vivienda 2020 del INEGI, el municipio cuenta con un total de 39 561 habitantes, siendo 18 646 hombres y 20 915 mujeres. Tiene una densidad de 615.3 hab/km², la mitad de la población tiene 29 años o menos, existen 89 hombres por cada 100 mujeres.
El porcentaje de población que habla lengua indígena es de 1.06 %, el porcentaje de población que se considera afromexicana o afrodescendiente es de 0.59 %. Tiene una Tasa de alfabetización de 99.2 % en la población de 15 a 24 años, de 94.2 % en la población de 25 años y más. El porcentaje de población según nivel de escolaridad, es de 5.0 % sin escolaridad, el 52.9 % con educación básica, el 24.2 % con educación media superior, el 17.8 % con educación superior, y 0.1 % no especificado.
El porcentaje de población afiliada a servicios de salud es de 61.7 %. El 48.1 % se encuentra afiliada al IMSS, el 38.0 % al INSABI, el 10.1 % al ISSSTE, 1.3 % IMSS Bienestar, 0.4 % a las dependencias de salud de PEMEX, Defensa o Marina, 2.8 % a una institución privada, y el 0.9 % a otra institución. El porcentaje de población con alguna discapacidad es de 3.5 %. El porcentaje de población según situación conyugal, el 31.8 % se encuentra casada, el 33.3 % soltera, el 21.8 % en unión libre, el 6.3 % separada, el 2.3 % divorciada, el 4.4 % viuda.
Para 2020, el total de viviendas particulares habitadas es de 11 135 viviendas, representa el 1.3 % del total estatal. Con un promedio de ocupantes por vivienda 3.2 personas. Predominan las viviendas con tabique y block. En el municipio para el año 2020, el servicio de energía eléctrica abarca una cobertura del 99.6 %; el servicio de agua entubada un 79.6 %; el servicio de drenaje cubre un 98.4 %; y el servicio sanitario un 99.0 %.

### Localidades

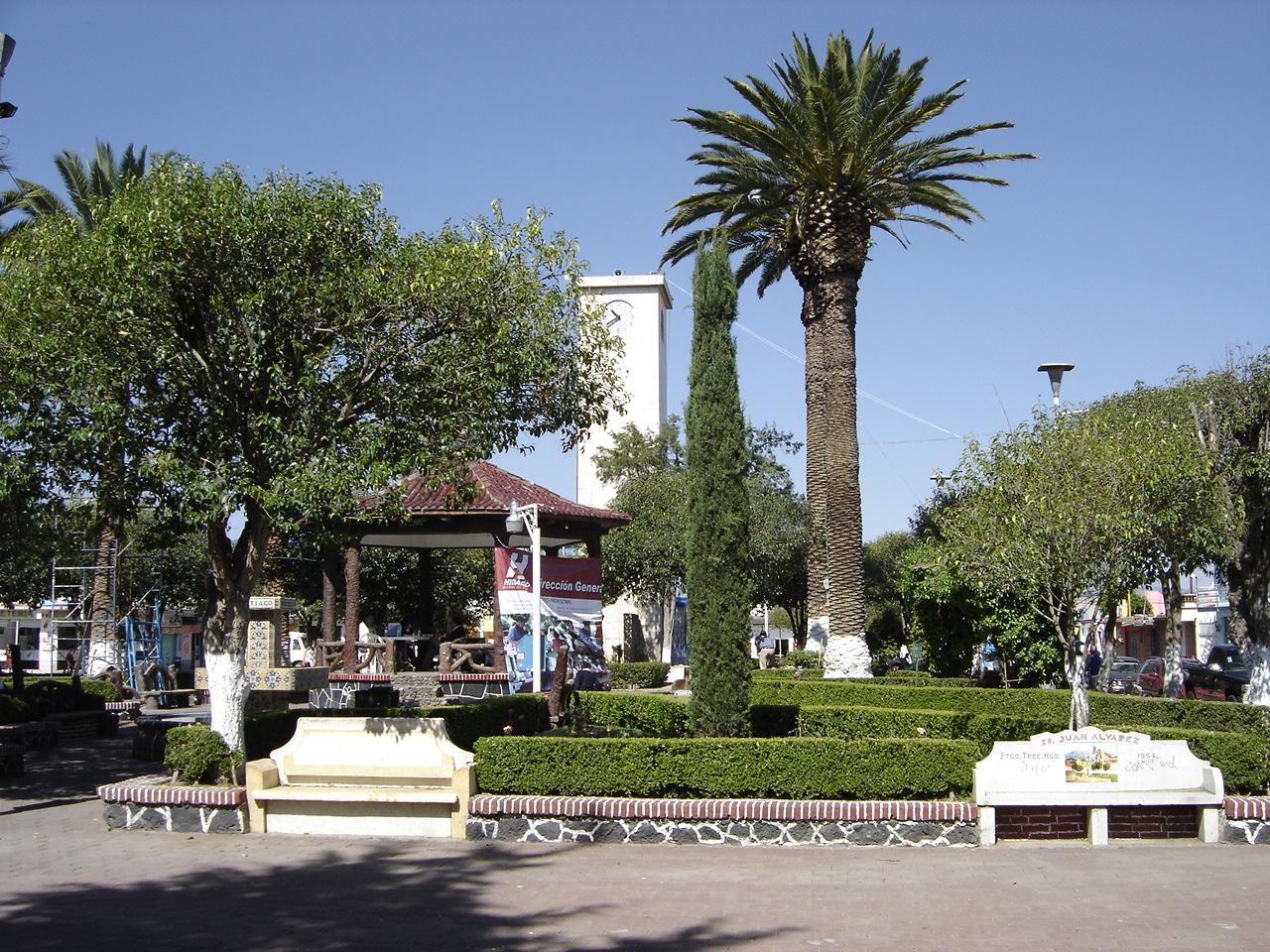
Localidad de Santiago Tulantepec.

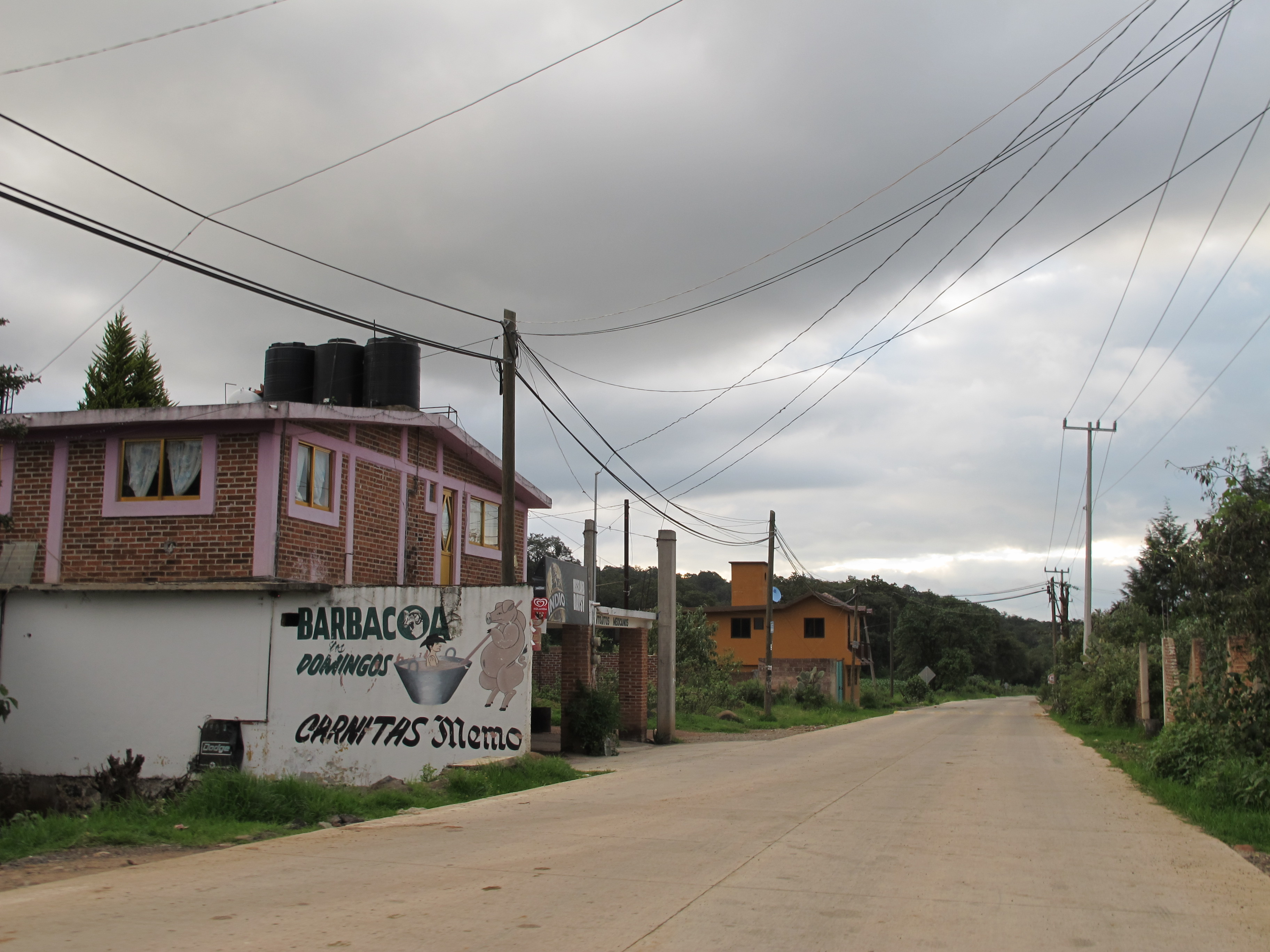
Localidad de Los Romeros.

Para el año 2020, de acuerdo al Catálogo de Localidades, el municipio cuenta con 26 localidades.
| Código INEGI | Localidad                             | Población (2020) | Porcentaje (%) | Ámbito Población | Categoría Población |
| ------------ | ------------------------------------- | ---------------- | -------------- | ---------------- | ------------------- |
| 130560001    | Santiago Tulantepec                   | 17 449           | 44.11          | Urbana           | Cabecera municipal  |
| 130560036    | Unidades Habitacionales               | 5104             | 12.90          | Urbana           | Villa               |
| 130560005    | El Pedregal de San José               | 3472             | 8.78           | Urbana           | Comunidad           |
| 130560033    | Felipe Ángeles [Colonia]              | 2186             | 5.53           | Rural            | Comunidad           |
| 130560004    | Los Romeros                           | 2047             | 5.17           | Rural            | Comunidad           |
| 130560016    | Paxtepec                              | 1521             | 3.84           | Rural            | Comunidad           |
| 130560044    | Unidad Magisterial San José [Colonia] | 1486             | 3.76           | Rural            | Comunidad           |
| 130560008    | Ventoquipa                            | 1173             | 2.97           | Rural            | Comunidad           |
| 130560035    | Emiliano Zapata                       | 921              | 2.33           | Rural            | Comunidad           |
| 130560046    | Las Camelinas                         | 598              | 1.51           | Rural            | Comunidad           |
| 130560034    | La Joya 2da. Sección                  | 575              | 1.45           | Rural            | Comunidad           |
| 130560028    | La Joya                               | 556              | 1.41           | Rural            | Comunidad           |
| 130560007    | Tilhuacán                             | 528              | 1.33           | Rural            | Comunidad           |
| 130560003    | Las Lajas                             | 352              | 0.89           | Rural            | Ranchería           |
| 130560014    | Altepemila                            | 331              | 0.84           | Rural            | Ranchería           |
| 130560018    | Sayola                                | 284              | 0.72           | Rural            | Ranchería           |
| 130560006    | San Miguel Huatengo                   | 235              | 0.59           | Rural            | Ranchería           |
| 130560039    | San Pedro Huatengo                    | 215              | 0.54           | Rural            | Ranchería           |
| 130560032    | Agrícola Oriental                     | 160              | 0.40           | Rural            | Ranchería           |
| 130560038    | San Luis Buena Vista                  | 135              | 0.34           | Rural            | Ranchería           |
| 130560021    | Sangre de Cristo                      | 115              | 0.29           | Rural            | Ranchería           |
| 130560043    | Rinconada las Aves                    | 89               | 0.22           | Rural            | Ranchería           |
| 130560041    | El Charco                             | 16               | 0.04           | Rural            | Ranchería           |
| 130560030    | El Mirador [Rancho]                   | 8                | 0.02           | Rural            | Ranchería           |
| 130560045    | El Salado                             | 4                | 0.01           | Rural            | Ranchería           |
| 130560029    | Rancho Colorado                       | 1                | 0.00           | Rural            | Ranchería           |

## Política

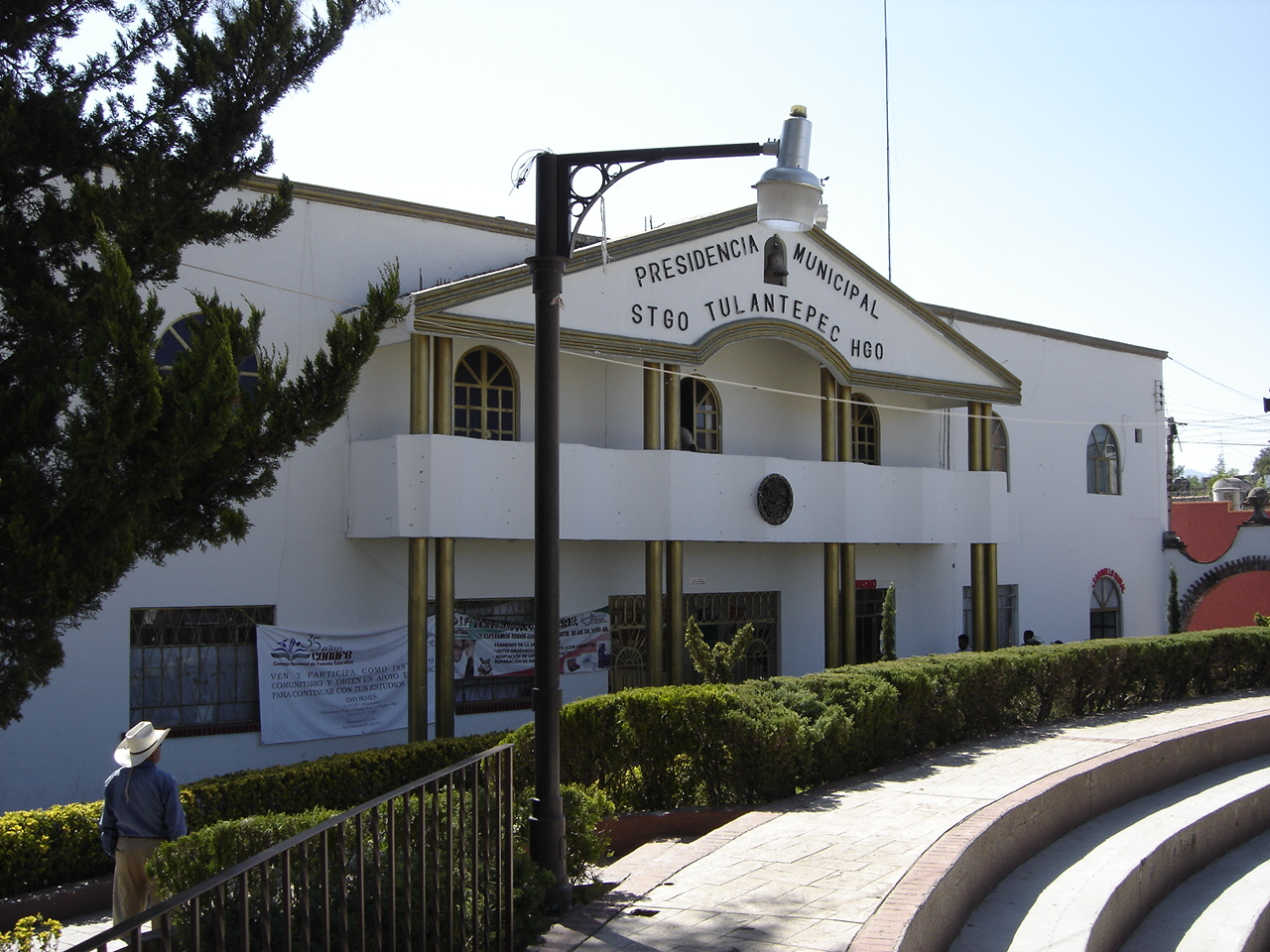
Palacio municipal de Santiago Tulantepec.

Se erigió como municipio el 1 de abril de 1944. El Honorable Ayuntamiento está compuesto por: un presidente municipal, un síndico, ocho regidores, y cuarenta y tres delegados municipales. De acuerdo al Instituto Nacional electoral (INE) el municipio está integrado por once secciones electorales, de la 1110 a la 1120. Para la elección de diputados federales a la Cámara de Diputados de México y diputados locales al Congreso de Hidalgo, se encuentra integrado al IV Distrito Electoral Federal de Hidalgo y al XVIII Distrito Electoral Local de Hidalgo. A nivel estatal administrativo pertenece a la Macrorregión II y a la Microrregión XXVI, además de a la Región Operativa VII Tulancingo.

### Cronología de presidentes municipales
| Periodo                  | Nombre                          | Afiliación política        |
| ------------------------ | ------------------------------- | -------------------------- |
| 1944–1946                | Jesús Lira Fernández            | -                          |
| 1946–1949                | Luis García Lira                | -                          |
| 1949–1952                | Pedro García Rangel             | -                          |
| 1952–1955                | Severino Ocádiz Barrón          | -                          |
| 1955–1958                | Gildardo Ocádiz Lira            | -                          |
| 1958–1961                | Agustín Olmedo León             | -                          |
| 1961-1964                | Agustín Lira Castañeda          | -                          |
| 1964-1967                | Maurilio Lira León              | -                          |
| 1967-1970                | J. Trinidad Aguilar Jardinez    | -                          |
| 1970-1973                | Onésimo Haro Hermida            | -                          |
| 1973-1976                | Javier Isaías Jardines Ortiz    | -                          |
| 1976-1979                | Miguel León García              | -                          |
| 1979-1982                | Gabino Salas López              | -                          |
| 1982-1985                | Eutimio Vera Hernández          | -                          |
| 1985-1988                | María Cristina Ocádiz Franco    | -                          |
| 1988-1991                | Enrique Gil Moreno Vera         | -                          |
| 1991-1994                | Guillermo Jiménez Rodríguez     | -                          |
| 16/01/1994 al 15/01/1997 | Edgar Flores Cruz               | PAN                        |
| 16/01/1997 al 15/01/2000 | Evaristo Horacio Islas Díaz     | PRI                        |
| 16/01/2000 al 15/01/2003 | Jesús Erasmo Ocádiz Franco      | PAN                        |
| 16/01/2003 al 15/01/2006 | Juan Antonio Vera Jardines      | PAN                        |
| 16/01/2006 al 01/12/2008 | Evaristo Horacio Islas Díaz     | PRI                        |
| 01/12/2008 al 16/01/2009 | Eloy Cosme Castelán Laguna      | Interino                   |
| 16/01/2009 al 15/01/2012 | Héctor García Díaz              | Mas x Hidalgo              |
| 16/01/2012 al 01/05/2011 | Edgar Flores Cruz               | Concejo municipal Interino |
| 02/05/2012 al 04/09/2016 | Jesús Alberto Aguilar Hernández | Juntos por Hidalgo         |
| 05/09/2016 al 04/09/2020 | Paola Jazmín Domínguez Olmedo   | PRI                        |
| 05/09/2020 al 14/12/2020 | Jazmin Sandoval Huerta          | Concejo municipal Interino |
| 15/12/2020 al 04/09/2024 | Dante Cárdenas Flores           | PRI                        |
| 05/09/2024 al 04/09/2027 | María Yanet Fernández Fernández | Morena                     |

## Economía

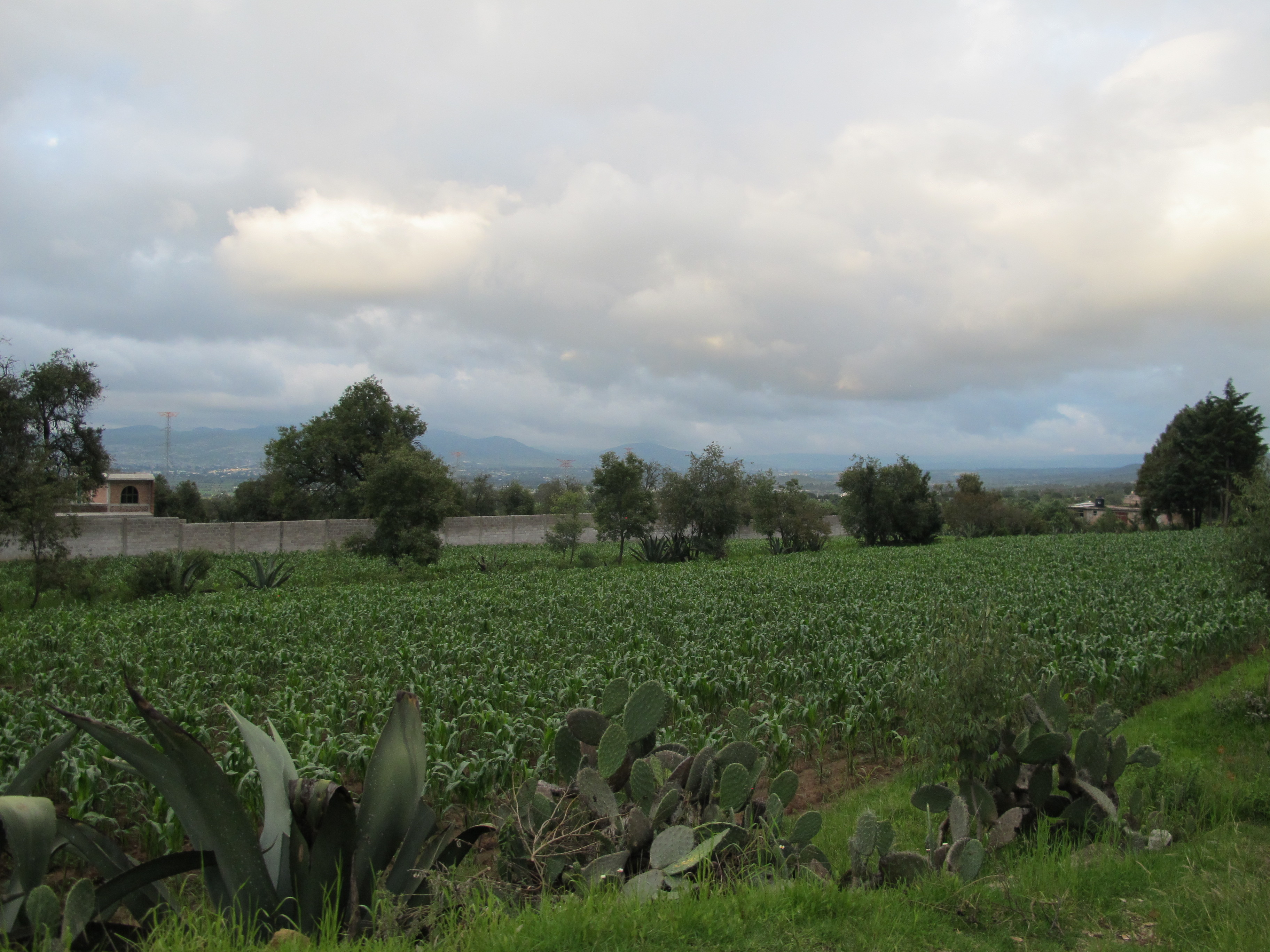
Cultivo en el municipio.

En 2015 el municipio presenta un IDH de 0.754 Alto, por lo que ocupa el lugar 22.º a nivel estatal; y en 2005 presentó un PIB de $1,849,026,602.00 pesos mexicanos, y un PIB per cápita de $63,223.00 (precios corrientes de 2005).
De acuerdo con el Consejo Nacional de Evaluación de la Política de Desarrollo Social (Coneval), el municipio registra un Índice de Marginación Bajo. El 35.2% de la población se encuentra en pobreza moderada y 5.6% se encuentra en pobreza extrema. En 2015, el municipio ocupó el lugar 18 de 84 municipios en la escala estatal de rezago social.
A datos de 2015, en materia de agricultura se encuentra; el maíz principal cultivo, este es el producto que más hectáreas ocupa en producción. La cebada en grano, avena forraje, alfalfa verde, frijol, trigo en grano son los cultivos que le siguen. El nopal tunero se cosecha en tierras de temporal. En ganadería destaca el ganado ovino, bovino, caprino, porcino, aves de corral. En silvicultura los mayores beneficios económicos son producidos por el pino y el oyamel.
Para 2015 se cuenta con 903 unidades económicas, que generaban empleos para 2553 personas.  En lo que respecta al comercio, se cuenta con ocho tianguis, dos tiendas Diconsa y dos tiendas Liconsa; además de un mercado público y un rastro municipal. De acuerdo con cifras al año 2015 presentadas en los censos económicos por el INEGI, la Población Económicamente Activa (PEA) del municipio asciende a 15 114 personas de las cuales 14 600 se encuentran ocupadas y 514 se encuentran desocupadas. El 3.64% pertenece al sector primario, el 31.01% pertenece al sector secundario, el 62.76% pertenece al sector terciario y 2.68% no especificaron.